# Мальжагарский 2-й наслег
Мальжагарский 2-й наслег — сельское поселение в Хангаласском улусе Якутии Российской Федерации.
Административный центр — село Улахан-Ан.

## История
Статус и границы сельского поселения установлены Законом Республики Саха (Якутия) от 30 ноября 2004 года N 173-З N 353-III «Об установлении границ и о наделении статусом городского и сельского поселений муниципальных образований Республики Саха (Якутия)».

## Население
| 2002  | 2010  | 2011  | 2012  | 2013  | 2014  | 2015  |
| ----- | ----- | ----- | ----- | ----- | ----- | ----- |
| 1022  | ↗1118 | ↘1116 | ↘1083 | ↘1075 | ↘1070 | ↘1065 |
| 2016  | 2017  | 2018  | 2019  | 2020  | 2021  |       |
| ↘1056 | ↗1078 | ↗1126 | ↗1141 | ↘1133 | ↗1147 |       |

## Состав сельского поселения
| № | Населённый пункт | Тип населённого пункта       | Население |
| - | ---------------- | ---------------------------- | --------- |
| 1 | Еланка           | посёлок                      | →11       |
| 2 | Улахан-Ан        | село, административный центр | ↗1354     |